# Hurricane Eyes
Hurricane Eyes és el vuitè àlbum del grup de música heavy metal Loudness, publicat el 1987 per la discogràfica Atco Records.

## Cançons
1. S. D. I.
2. This Lonely Heart
3. Rock N' Roll Gypsy
4. In My Dreams
5. Take Me Home
6. Strike Of The Sword
7. Rock This Way
8. In This World Beyond
9. Hungry Hunter
10. So Lonely

## Formació
- Minoru Niihara - veus
- Akira Takasaki - guitarra
- Masayoshi Yamashita - baix
- Munetaka Higuchi - bateria

### Altres músics
- Ace Frehley - veus de fons